# Vesterålen (Schiff, 1891)
Die Vesterålen (in alter Schreibweise auch Vesteraalen) war das erste Schiff, das im Liniendienst auf der Hurtigruten eingesetzt wurde. Die Reederei Vesteraalens Dampskibsselskab A/S (VDS) unter der Leitung des Kapitäns Richard With eröffnete mit diesem Schiff ab dem Jahr 1893 die regelmäßige Linienverbindung entlang der norwegischen Westküste zwischen Tromsø im Norden und Bergen im Süden.
Das erst zwei Jahre alte und damals hochmoderne Schiff wurde im Jahr 1893 von der Reederei (VDS) auf Initiative von Richard With erworben und nach seinen genauen Vorgaben zu einem kombinierten Fracht- und Passagierschiff umgebaut. Es konnte nach dem Umbau 200 Passagiere in drei Klassen sowie Fracht transportieren. Eine Besonderheit war der Kühlraum, der es zuließ, verderbliche Waren wie Fisch und Fleisch zu transportieren.
Die Jungfernfahrt auf der Hurtigruten fand am 2. Juli 1893 statt, als das Schiff um 8.30 Uhr den Hafen von Trondheim verließ. Bis zum Jahr 1913 wurde es ohne nennenswerte Unterbrechung auf der Linienverbindung eingesetzt. Eine Havarie im Juli 1913 ließ einen längeren Werftaufenthalt auf der Akers mekaniske verksted  in Christiania nötig werden, der zur umfassenden Modernisierung des Schiffes genutzt wurde. In den darauffolgenden Jahren wurde es verstärkt im Frachttransport und als Reserveschiff eingesetzt, da mittlerweile modernere, komfortablere und schnellere Schiffe im Einsatz waren.
Am 17. Oktober 1941 wurde das Schiff südlich der Insel Sørøy von einem Torpedo getroffen und sank darauf. Der Torpedo stammte vermutlich von dem britischen U-Boot Tigris. Beim Untergang des Schiffes starben neben 26 Besatzungsmitgliedern auch 71 Passagiere.